# Tripp trapp-stol

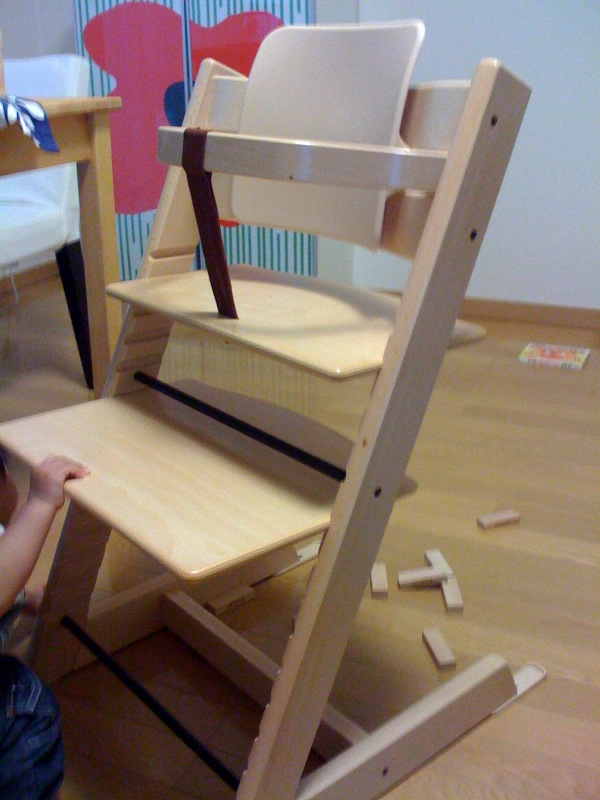
Tripp trapp-stol.

Tripp trapp-stol är en justerbar barnstol av trä. Den utvecklades av den norske möbeldesignern Peter Opsvik för företaget Stokke AS. Peter Opsvik märkte att hans son Thor inte hade någon stol som placerade honom i rätt höjd vid familjens matbord så att han kunde ta del av resten av familjen. Han utvecklade då en stol som var justerbar, och ändrade storleken efter hans son när han växte. Tripp trapp-stolen lanserades 1972, och blev efter en tid ett bästsäljande föremål.
Tripp trapp-stolen sålde inte bra i början, men ett nyhetsinslag på norsk TV år 1974 utlöste ett intresse som har förstärkts under åren. Fram till år 2007 hade sex miljoner tripp trapp-stolar blivit sålda.
Tripp trapp-stolen har en sits och ett fotstöd som kan justeras i både höjd och djup. Det är alltså möjligt att anpassa stolen allt eftersom barnet växer. Stolen är stabil så att även ett småbarn kan klättra själv upp i stolen säkert. Originalstolen är gjord av bokträ, men produceras även i andra träslag nu för tiden.